# Torre dei Ramaglianti
La torre dei Ramaglianti è un edificio storico del centro di Firenze, situato in via dei Ramaglianti 1 bis, angolo via dei Belfredelli e via dei Barbadori, ed è una delle torri medievali del quartiere Oltrarno . Si appoggia sul retro alla torre dei Belfredelli.

## Storia e descrizione
Si tratta dell'antica torre della famiglia ghibellina dei Ramaglianti (famiglia ghibellina inurbata dal contado nel Duecento, con cappella nella chiesa di San Jacopo sopr'Arno), contigua a quella, più bassa, dei Belfredelli. Le due torri non condividone le mura, ma tra l'una e l'altra torre esiste una sottilissima intercapedine: ciò era tipico dell'edilizia medievale perché in caso di incendio, di rovina o abbattimento (anche deliberato), l'una non si portava dietro l'altra.
La torre poi sarebbe passata ai Marsili, guelfi. Seppure restaurata (danneggiata dalle mine tedesche nell'agosto del 1944 fu nell'immediato interessata da un intervento di consolidamento per le cure dall'architetto Nello Bemporad) conserva il primitivo carattere: strettissima porta a doppio arco, rare finestre, numerose buche pontaie con mensole. Il rivestimento esterno è sempre caratterizzato dal tipico filaretto in pietra a vista, con due finestre rettangolari per piano.

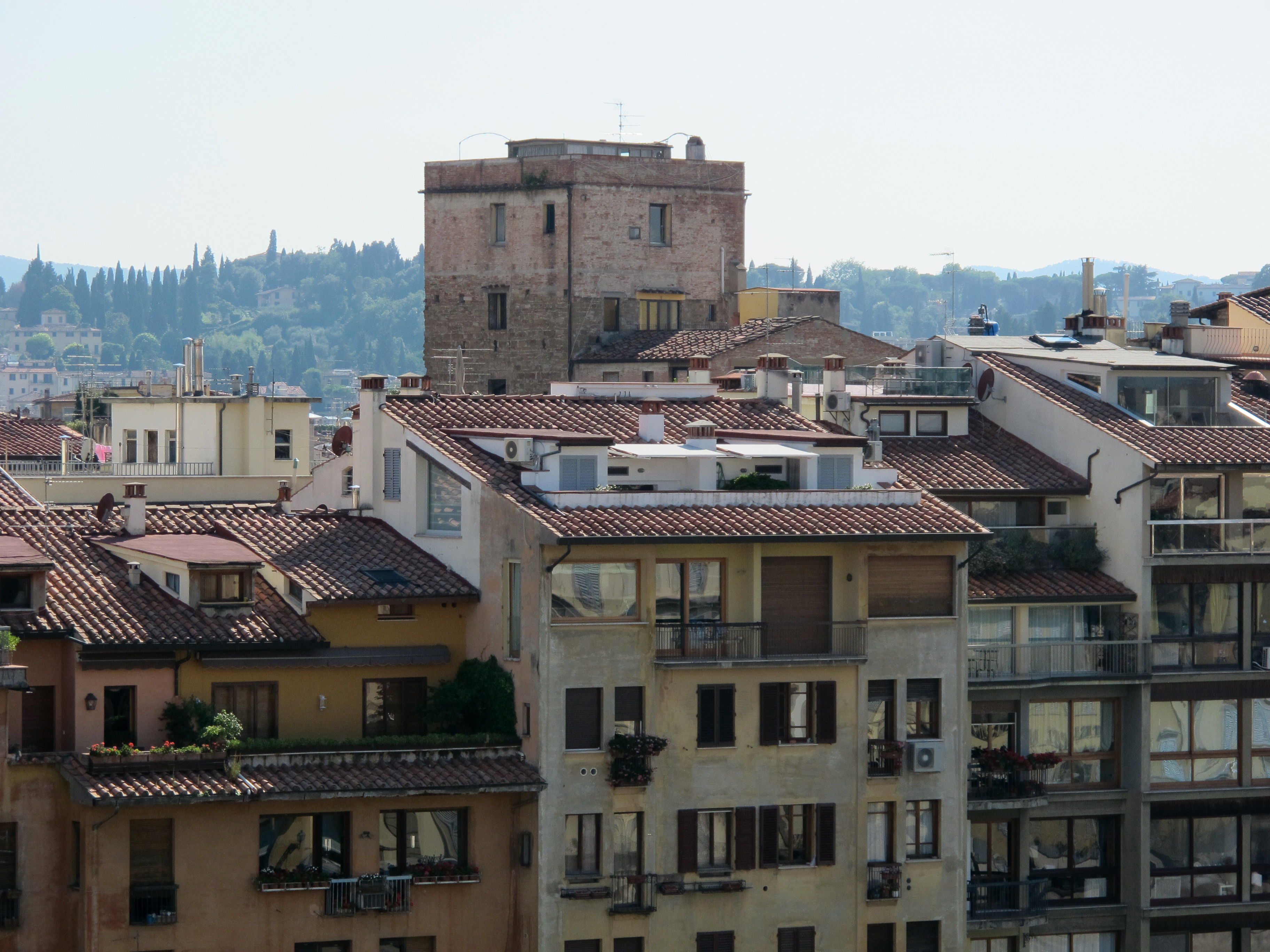
La sommità della torre vista da "di qua d'Arno"

Dopo il 1950 la torre appartenne all'architetto Giovanni Michelucci che qui ebbe il suo studio e che si adoperò per il suo restauro (1955), nel corso del quale, tra l'altro, furono ribassate le stanze creando ballatoi e nuovi spazi, in parte comunicanti con la torre dei Belfredelli. Nel 2009 l'immobile è stato acquistato dal conduttore televisivo Carlo Conti.